# Jonathan Boyer
Pour les articles homonymes, voir Boyer.
Jonathan "Jacques" Boyer est un ancien coureur cycliste américain, né le 8 octobre 1955 à Moab (Utah).
Il est intronisé au Temple de la renommée du cyclisme américain, avant d'en être retiré en 2017 pour des raisons d'éthiques.

## Biographie
Il court en amateur en Europe à partir de 1973 et gagne près de 90 victoires. Il passe professionnel en mai 1977 et le reste jusqu'en 1987. En 1980, à la suite de sa 5e place au championnat du monde de Sallanches, il se voit attribuer le titre de Champion des Etats-Unis. En 1981, il promène le maillot en question dans les courses européennes, une première pour le cyclisme. Il devient ensuite le premier Américain à gagner une étape du Tour de Suisse.
En 1981, Jonathan Boyer devint le premier Américain à prendre le départ du Tour de France. Durant sa carrière, il a été l'un des coéquipiers de Greg LeMond, de Sean Kelly, de Bernard Hinault et de Joaquim Agostinho.
En 1985, il participe à une course marathon, la Race Across America (RAAM), course d'une distance de 3120 miles (4 900 km), qu'il emporte en 9 jours, 2 heures et 6 minutes. 21 ans plus tard, en 2006, il renouvèle l'exploit dans la nouvelle catégorie Solo Enduro qui oblige les concurrents de se reposer au moins 40 heures en 10 jours et 52 minutes avec un temps de repos de 45 heures 14 minutes.
Jonathan Boyer est introduit en 1998 dans le United States Cycling Hall of Fame, un organisme privé américain pour la promotion du sport cyclisme.
Alors qu'il était gérant d'un magasin de cycles en Californie il a agressé sexuellement une jeune fille de 16 ans entre septembre 1997 et septembre 2000. En 2002, il a été condamné à vingt ans de prison avec sursis dont un an ferme pour actes de pédophilie. À sa sortie il part en Afrique où il entraine l'équipe de cyclisme du Rwanda et crée un centre d'entraînement nommé « Africa Rising Cycling Center ».

## Palmarès
| - 1975 - Tour de l'Essonne : - Classement général - 4e étape (contre-la-montre) - 10e et 14e étapes du Rapport Toer - 2e de Paris-Ézy - 1976 - Trophée Peugeot - 2e étape de Paris-Vierzon (contre-la-montre) - 3e de Paris-Maubeuge - 1977 - Paris-Ézy - Ronde du Val d'Oise : - Classement général - Prologue et 1re étape - Circuit de Bretagne-Sud : - Classement général - 3e étape - 3e de Paris-Évreux - 3e de la Châteauroux-Classic de l'Indre | - 1979 - 2e de la Coors Classic - 1980 - Coors Classic - 5e du championnat du monde sur route - 1982 - 2e étape de la Coors Classic - 2e de la Course des raisins - 1983 - 6ea étape du Tour de l'Avenir - 5e de la Flèche wallonne - 9e du Tour de l'Avenir - 1984 - 6e étape du Tour de Suisse - 1986 - Race Across America (RAAM), Solo - 1987 - 3e étape de la Redlands Bicycle Classic (contre-la-montre par équipes) - 2006 - Race Across America (RAAM), Solo Enduro |  |

## Résultats sur les grands tours

### Tour de France
5 participations
- 1981 : 32e
- 1982 : 23e
- 1983 : 12e
- 1984 : 31e
- 1987 : 98e

### Tour d'Italie
- 1984 : 43e
- 1985 : 35e